# Акејша Вилас (Флорида)
Акејша Вилас (енгл. Acacia Villas) насељено је место без административног статуса у америчкој савезној држави Флорида.

## Демографија
По попису из 2010. године број становника је 427.
| Група             | 2000.    | 2010.       |
| Белци             | 0 (0,0%) | 99 (23,2%)  |
| Афроамериканци    | 0 (0,0%) | 45 (10,5%)  |
| Азијати           | 0 (0,0%) | 16 (3,7%)   |
| Хиспаноамериканци | 0 (0,0%) | 270 (63,2%) |
| Укупно            | 0        | 427         |